# Estela (Póvoa de Varzim)
Estela is een plaats (freguesia) in de Portugese gemeente Póvoa de Varzim en telt 2596 inwoners (2001).